# Chandrika Prasad Srivastava
Chandrika Prasad Srivastava KCMG (* 8. Juli 1920 in Lakhnau, Indien; † 22. Juli 2013 in Genua, Italien) war ein indischer Jurist. Er war von 1974 bis 1989 Generalsekretär der Internationalen Seeschifffahrts-Organisation.

## Ausbildung und beruflicher Werdegang
Srivastava studierte an der Universität Lakhnau und erwarb dort 1940 und 1941 einen Abschluss als Bachelor of Arts. Hieran schloss sich ein Aufbaustudium an, an dessen Ende ihm der Grad Magister Artium verliehen wurde. 1944 verließ Srivastava schließlich die Universität, nachdem er noch einen Bachelor of Laws erworben hatte. Er trat in den öffentlichen Dienst ein und arbeitete zunächst im Handelsministerium. 1948 wurde er zum Staatssekretär befördert. 1950 nahm er eine Stellung in der Stadtverwaltung von Lakhnau an. Bereits ein Jahr später wechselte er in die Verwaltung des Distrikts Meerut. Ab 1953 arbeitete Srivastava in der Generaldirektion für Schifffahrtsfragen, unterbrochen durch einen Aufenthalt am Transportministerium als persönlicher Assistent des Transportministers. 1961 wurde er zum ersten Geschäftsführer der neu gegründeten staatlichen Reederei Shipping Corporation of India. 1964 wurde Srivastava beigeordneter Staatssekretär von Premierminister Lal Bahadur Shastri. Nach dessen Tod kehrte er wieder in seine Stellung als Geschäftsführer der Shipping Corporation of India zurück. Während seiner Tätigkeit dort war Srivastava auch Geschäftsführer der Central Inland Water Transport Corporation und Mitglied des Central Board of Directors der Reserve Bank of India. 1974 folgte er als Generalsekretär der Internationalen Seeschifffahrts-Organisation auf den Briten Colin Goad. In diesem Amt wurde er insgesamt drei Mal bestätigt und übte es bis zu seiner Ablösung durch Kanadier William O’Neil im Jahr 1989 aus. Er ist damit bislang der am längsten amtierende Generalsekretär der Internationalen Seeschifffahrts-Organisation und besuchte in dieser Funktion im Juni 1977 in Warnemünde die unter dem Rektorat von Eckard Moeck stehende Ingenieurhochschule für Seefahrt Warnemünde/Wustrow, um sich über das Niveau der Ausbildung und die Trainings- und Simulationseinrichtungen in Deutschland zu informieren. Nach seiner Ruhesetzung war Srivastava zunächst im Verwaltungsrat des International Maritime Law Institute tätig. 1991 wurde er erster Kanzler der World Maritime University. Im selben Jahr saß er dem Indian Register of Shipping vor.

## Sonstiges
Srivastava war ab 1947 mit Nirmala Salve verheiratet, mit der er zwei Töchter hatte.

## Auszeichnungen (Auswahl)
- 1972: Padma Bhushan
- 1982: Kommandeur des Seeverdienstordens
- 1982: Kommandeur des Sankt-Olav-Ordens
- 1983: Großoffizier des Verdienstordens der Italienischen Republik
- 1983: Komtur des Ordens des Infanten Dom Henrique
- 1989: Verdienstorden der Bundesrepublik Deutschland
- 1989: Kommandeur mit Großkreuz des Nordstern-Ordens
- 1988: Verdienstorden der Republik Polen
- 1990: Knight Commander des Order of St. Michael and St. George
- 1991: International Maritime Prize
- 1994: Orden de Isabel la Católica
- 2009: Padma Vibhushan

Neben diesen Auszeichnungen war Srivastava Träger der Ehrendoktorwürde mehrerer Universitäten, darunter die University of Wales und die Universität Malta.

## Mitgliedschaften (Auswahl)
- Ehrenmitglied der International Federation of Shipmasters' Associations
- Fellow des Nautical Institute

## Publikationen (Auswahl)
- Lal Bahadur Shastri: prime minister of India, 9 June 1964 – 11 January 1966 ; a life of truth in politics. Oxford University Press, Mumbai 1995, ISBN 0-19-563499-3.
- Corruption: India’s enemy within. Macmillan India, Neu-Delhi 2001, ISBN 0-333-93531-4.